# Liste der Naturdenkmale in Warmsroth
Die Liste der Naturdenkmale in Warmsroth nennt die im Gemeindegebiet von Warmsroth ausgewiesenen Naturdenkmale (Stand 7. März 2024).

## Ehemalige Naturdenkmale
| Nr. | Bezeichnung  | Lage                                   | Beschreibung | Bild                                    |
| --- | ------------ | -------------------------------------- | --- | --------------------------------------- |
|     | Lindengruppe | südöstlich des Ortes an der L 214 Lage | Tilia cordata, sieben Bäume, und Tilia platyphyllos, drei Bäume; Rechtsverordnung aufgehoben; auch zu Waldlaubersheim | Direkt Bild zu diesem Denkmal hochladen |